# Imma lechriocentra
Imma lechriocentra är en fjärilsart som beskrevs av Edward Meyrick 1938. Imma lechriocentra ingår i släktet Imma och familjen Immidae. Inga underarter finns listade i Catalogue of Life.